# Slag bij Calpulalpan
De Slag bij Calpulalpan was een veldslag gedurende de Hervormingsoorlog. De slag werd gevochten op 22 december 1860. De liberale generaal Jesús González Ortega wist een beslissende overwinning te boeken op Miguel Miramón. Dit betekende het einde voor conservatieven, drie dagen later namen de liberalen Mexico-Stad in.